# Talkhon Hamzavi
Talkhon Hamzavi (* 1979 in Teheran, pers.: تلخون حمزوی) ist eine iranisch-schweizerische Regisseurin. Ihr Kurzfilm Parvaneh wurde  bei der Oscarverleihung 2015 für den besten Kurzfilm nominiert.

## Leben
Talkhon Hamzavi wurde in Teheran geboren und kam 1986 in die Schweiz, wo sie bis heute lebt. Sie besitzt die Doppelte Staatsbürgerschaft. Von 1998 bis 2003 wurde sie zur Medizinischen Praxisassistentin ausgebildet. 2003 belegte sie einen Vorkurs für Gestaltung in Aarau und studierte anschliessend Filmgestaltung an der Zürcher Hochschule der Künste (ZHdK). Dort erwarb sie 2010 den Bachelor und 2012 den Master of Arts.
Ihr Debütfilm wurde 2004 Wenn der Schleier fällt. Es folgten 2007 Der süsse kalte Hauch und 2009 Es ist normal, verschieden zu sein. 2010 erschien der Kurzfilm Taub und 2012 Parvaneh. Bei letzterem handelt es sich um ihren Abschlussfilm, mit dem sie den Student Academy Award sowie den First Steps Award gewann.

## Filmografie
- 2004: Wenn der Schleier fällt (Experimentalfilm)
- 2007: Der süsse kalte Hauch (Kurzfilm)
- 2009: Es ist normal, verschieden zu sein (Kurz-Dokumentarfilm)
- 2010: Taub (Kurzfilm)
- 2012: Parvaneh (Kurzfilm)